# Schefflera tristis
Schefflera tristis är en araliaväxtart som först beskrevs av George King, och fick sitt nu gällande namn av Henry Nicholas Ridley. Schefflera tristis ingår i släktet Schefflera och familjen araliaväxter. Inga underarter finns listade.